# Ellen Streidt
Ellen Streidt (República Democrática Alemana, 27 de julio de 1952) es una atleta alemana retirada, especializada en la prueba de 400 m en la que llegó a ser medallista de bronce olímpica en 1976.

## Carrera deportiva
En los JJ. OO. de Montreal 1976 ganó la medalla de bronce en los 400 metros, con un tiempo de 50.55 segundos, llegando a la meta tras la polaca Irena Szewińska que con 49.28 segundos batió el récord del mundo, y su compatriota alemana Christina Brehmer (plata).